# Andropogon virginicus

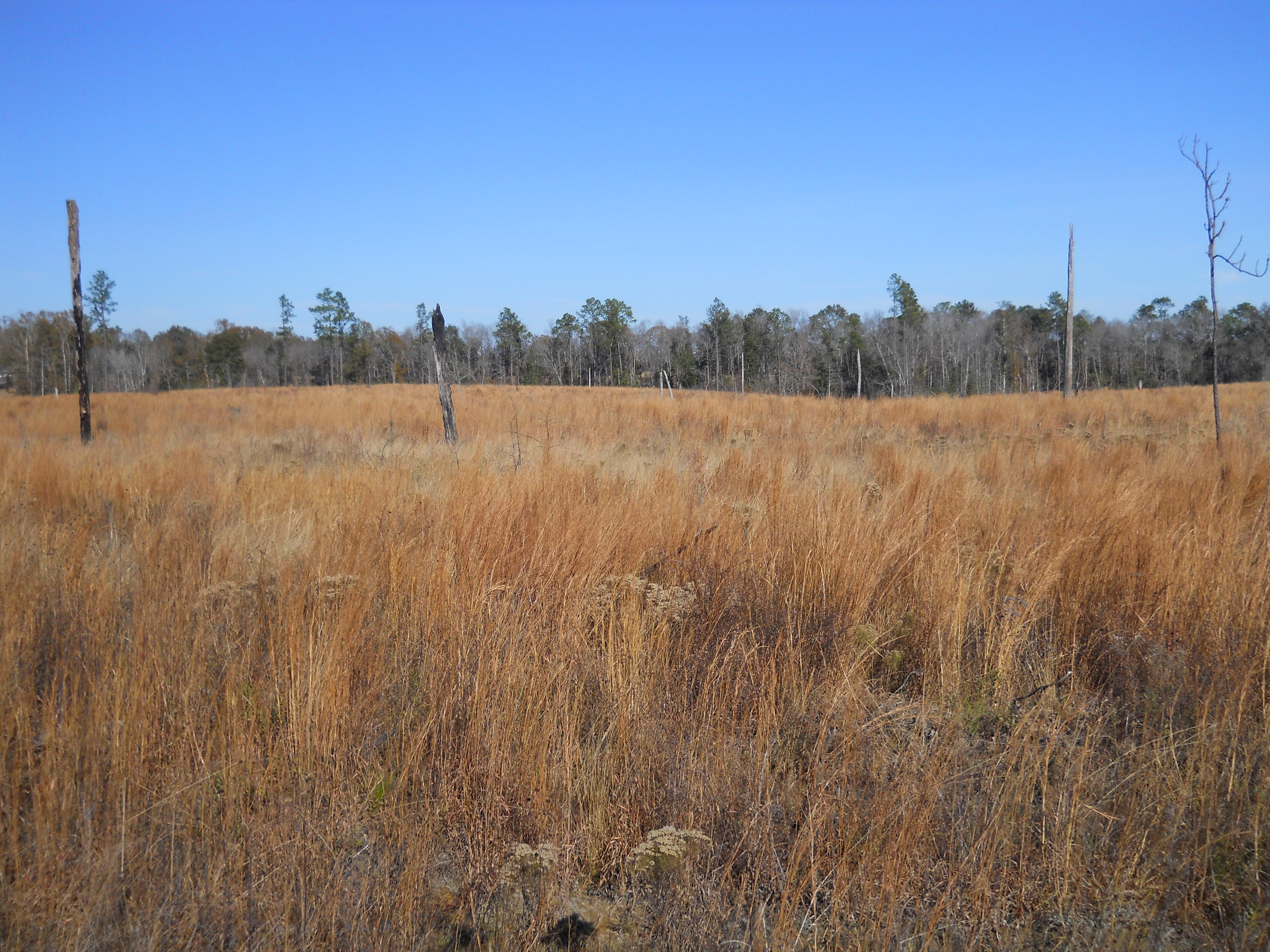
Aspecto típico de la escoba en invierno (Condado de Stone, Misisipi, 2010)

Andropogon virginicus es una especie de hierba gramínea conocida por varios nombres comunes en inglés, que incluyen broomsedge bluestem, yellowsedge bluestem y (en Australia, porque se introdujo en ese país después de ser utilizado como embalaje para botellas de whisky americano) whiskey grass. Es originaria del sureste de los Estados Unidos y tan al norte como los Grandes Lagos. Se la conoce como una especie introducida en California y Hawái, donde es una maleza.

## Descripción
Andropogon virginicus es una hierba perenne que forma grupos estrechos de tallos de hasta poco más de un metro de altura máxima. Sus tallos y hojas son verdes cuando son nuevos, tornándose de púrpura a naranja y luego de color pajizo con la edad. Produce grandes cantidades de semillas lo suficientemente pequeñas como para dispersarse con el viento. Esta hierba tiene éxito en una amplia gama de hábitats. Es un prolífico productor de semillas, tiene una alta tasa de germinación y supervivencia de plántulas, y prospera en suelos pobres.

## Especie invasora
Andropogon virginicus también se ha introducido en Japón y Australia. Compite con otras especies por alelopatía, liberando químicos herbicidas persistentes de sus tejidos moribundos, como las hojas en descomposición. A. virginicus coloniza áreas alteradas como sitios mineros abandonados. Es una maleza de pastizales, donde resulta menos apetecible y nutritiva para el ganado que otras gramíneas. Esta especie es tolerante al fuego y vuelve a crecer rápidamente y con mayor abundancia después de una quema. Quizás sea más problemática en Hawái, donde sus patrones de crecimiento natural no están sincronizados con el clima local. Está inactiva durante la temporada de lluvias de Hawái, muriendo y dejando las laderas que ha colonizado expuestas y vulnerables a una erosión significativa. A pesar de ser maleza, la hierba a veces se cultiva como planta ornamental.